# Мильтерн
Мильтерн (нем. Miltern) — община в Германии, в земле Саксония-Анхальт. 
Входит в состав района Штендаль. Подчиняется управлению Тангермюнде.  Население составляет 395 человек (на 31 декабря 2006 года). Занимает площадь 10,57 км².